# Acyperas
Acyperas är ett släkte av fjärilar. Acyperas ingår i familjen mott.
Kladogram enligt Catalogue of Life:
| Acyperas | \| \| Acyperas aurantiacella \| \| \| \| \| \| Acyperas rubrella \| \| \| \| |
|          | \| \| Acyperas aurantiacella \| \| \| \| \| \| Acyperas rubrella \| \| \| \| |
|          | Acyperas aurantiacella                                                       |
|          |                                                                              |
|          | Acyperas rubrella                                                            |
|          |                                                                              |